# Roverský kmen
Roverský kmen je jedním z několika časopisů, které vydává Junák. Jak už název napovídá, jeho cílovou skupinou jsou roveři a rangers ve věku 16–24 let.

## Obsah časopisu
Časopis je rozdělen do několika rubrik:
- Editorial – rubrika, která obsahuje úvodní slovo šéfredaktora
- Přehled – rubrika, která se věnuje novinkám ze skautu i ze světa
- Téma – rubrika, která zpracovává vybrané téma čísla
- Rovering – rubrika, která se věnuje rozvoji a námětům činnosti roverů a rangers
- Okno – rubrika, která se věnuje kultuře, hudbě, cestování...
- Čekatelská – rubrika, která obsahuje metodické články, které podporují vzdělání roverů a rangers
- Pozvánky – rubrika, která slouží k pozvání čtenářů na různé skautské akce

## Cíle časopisu
Výchovné cíle časopisu:
- pocit a vědomí sounáležitosti s Junákem (skautingem a jeho principy)
  - ukázat, že roveři nejsou na okraji zájmu organizace
  - věnovat se mezinárodnímu rozměru
  - šířit výstupy z práce na novém programu pro rovery
  - ukazovat dění v ostatních věkových kategoriích Junáka
- motivace pro další skautskou činnost
  - motivovat pro další skautskou činnost v kmeni, oddílu, středisku, na velkých akcích, kurzech, dobrovolničení, zahraničí
  - motivovat pro další osobní skautskou činnost (kurzy, rodinný skauting, směřování k oldskautingu)
- metodika
  - poskytovat konkrétní rady a tipy na aktivity a program
  - podporovat prvek služby
- zábava a vzdělávání
  - nabízet počtení podporující osobní rozvoj
  - umožnit prezentaci vlastní tvorby, zážitků, fotek…
  - poskytovat informace o profesním i volnočasovém vzdělávání

## Historie časopisu
Časopis začal vycházet v roce 1997 zásluhou Miloše Zapletala – Zeta, který cílil, že se skautské hnutí nedostatečně věnuje roverům a rangers. Zapletal měl se skautskými časopisy zkušenost z Skauta-Junáka i Skautingu, což jsou časopisy pro ostatní věkové kategorie Junáka.
Kmen zpočátku vycházel pouze černobíle a bez fotografií, ale využíval ilustrace. V prvních letech vycházela literární příloha Semínka, která obsahovala texty na zamyšlení a autorskou tvorbu. Šéfredaktor Zapletal tvořil velkou část obsahu časopisu sám.
Od třetího ročníku se začínají v Kmeni objevovat fotografie a rubriky, také obálka časopisu má barevný podklad. Od roku 2006 se v časopisu objevují rubriky Zprávy a Pozvánky. Od června 2007 časopis vychází celobarevně, v podobné době také zanikla příloha Semínka, pro nedostatek obsahu.
Šéfredaktorka Karasová zavedla rubriku Čekatelská, která nabízela vzdělávací obsah pro lidi ve věku roverů a rangers. Rubrika zanikla v roce 2023, kdy došlo ke sloučení.
V Roverském kmeni  šéfredaktorka Procházková zavedla rubriku Zprávy ze světa.
Pokud skauti slavili výročí, tak časopis na ně obvykle reagoval vlastním obsahem, například při 100 letech světového skautingu vycházela rubrika Stovka. 

## Seznam šéfredaktorstva
- Miloš Zapletal – Zet 1997–1999
- Daniel Frič – Mimi 1999–2003
- Lenka Tillichová 2003–2006
- Eva Staněk 2006–2008
- Julie Dominika Zemanová 2008–2013
- Jana Karasová – Kami 2013–2016
- Klára Procházková – Rajče 2017–2020
- Vojtěch Kousal – Kousy & Kristýna Pechová – Týna 2020–2023
- Jakub Radan Dvořák – Dubínek 2023